# Semité
Semité jsou obecně národy hovořící semitským jazykem. Podobně jako „árijci“, i „Semité“ jsou v prvé řadě jazykovým, nikoli rasovým označením. Zatímco tedy termín „semitský“ označuje v prvotním významu jazykovou skupinu, druhotně se vztahuje i na kultury a národy, které jsou s těmito jazyky spojené. Semitskými národy se zabývá vědní disciplína semitologie.

## Rasové teorie
Ke genetickému, „rasovému“ pojetí Semitů směřuje i biblická kniha Genesis, která hovoří o třech Noemových synech, z nichž vzešli po potopě všichni lidé. Těmito třemi syny byli Šém (Semité), Chám (Hamité) a Jáfet. Právě toto vyprávění poskytlo jméno pro označení skupiny národů, které hovoří jazyky příbuznými hebrejštině. Ovšem kritérium biblického autora pro přiřazení konkrétních národů k Šémově linii není kritérium jazykové, proto není aplikovatelné na dnešní termín „Semité“.
Přesto byli Semité od 19. století považováni nejen za etnickou skupinu hovořící semitskými jazyky, ale také za samostatnou rasu. Podle rasové teorie Arthura de Gobineaua vznikli Semité dokonce „smíšením“ několika různých ras, z rasového hlediska tedy nebyli „čistí“. Tento proces se označoval jako „semitizace“. Tato teorie, že Semité jsou výsledkem rasového smíšení, byla později přijata i nacistickým ideologem Alfredem Rosenbergem.

## Geografické rozšíření
Semité a jejich jazyky pokrývali (a pokrývají) rozlehlou oblast od severní Afriky přes Arabský poloostrov po západní Asii. Nejstarší písemné památky se nacházejí v úrodném půlměsíci. Rané písemné památky lze nalézt i v jižní části Arabského poloostrova, v Jemenu. Odsud se semitské jazyky dostaly do severozápadní a severní Afriky (etiopština, punština…), mimo jiné díky fénickým kolonizátorům. K semitským výspám se řadilo např. i Kartágo, k nejzápadnějším městům založeným Féničany patří Tanger, nebo Cádiz. K druhé velké semitské expanzi došlo při šíření islámu v 7. století. Arabština pronikla až do dnešního Španělska nebo na Sicílii.